# Малі Щербаки
Малі́ Щербаки́ — село в Україні, у Степногірській селищній громаді Василівського району Запорізької області. Населення становить 2 осіб (2024). Орган місцевого самоврядування — Степногірська селищна рада.

## Географія
Село Малі Щербаки розташоване за 1 км від села Щербаки (Пологівський район) та за 3,5 км від села Степове. Через село проходить автошлях територіального значення Т 0812. За 26 км від села знаходиться найближча залізнична станція Плавні-Вантажні.

## Історія
Село засноване 1832 року.
12 червня 2020 року Степногірська селищна рада, в ході децентралізації, об'єднана з Степногірською селищною громадою.
3 березня 2022 року, в ході російського вторгнення в Україну, тут почалися запеклі бойові дії. Жодного дня не було без обстрілів. Село перебуває на лінії розмежування — це передова лінії зіткнення.
У травні 2022 село було звільнено від ЗСРФ
За чотири місяці село повністю зруйновано російськими окупантами, не має жодної вцілілої будівлі. Багато будинків згоріло, зруйновано магазин, клуб, медпункт, пошту. Згоріла та побита вся техніка фермерських господарств «Ліана» та «Злагода», а також фермерів одноосібників.
7 лютого 2023 року окупанти обстріляли село.
У квітні 2025 окупанти знову зайшли в село, проте ± через місяць були висунуті. Зараз частина села перебуває в сірій зоні, інша частина - під контролем ЗСУ.

## Населення

### Мова
Розподіл населення за рідною мовою за даними перепису 2001 року:
| Мова       | Кількість | Відсоток |
| ---------- | --------- | -------- |
| українська | 324       | 91.27%   |
| російська  | 27        | 7.60%    |
| гагаузька  | 3         | 0.85%    |
| білоруська | 1         | 0.28%    |
| Усього     | 355       | 100%     |